# Hatcheria macraei
Hatcheria macraei — вид риб, єдиний представник роду Hatcheria з підродини Trichomycterinae родини Trichomycteridae ряду сомоподібні. Наукова назва походить від французького hachette (похідне від латинського hapia), що перекладається як «мала (легка) сокира».

## Опис
Загальна довжина сягає 21 см. Голова широка, сплощена зверху. Очі маленькі. Є 3 пари коротких вусів. Рот невеличкий. Тулуб подовжений, помірно стрункий. Спинний плавець невеличкий (низький) у форму різнобічного трикутника, помірно довгий, розташовано у середині тулуба, неподалік від нього — жировий плавець. Грудні плавці помірно широкі й подовжені. Черевні плавці маленький. Анальний плавець подовжений. Хвостовий плавець короткий, усічений.
Забарвлення спини та верху голови темно-коричневе, боки — світло-коричневі, хвостове стебло вкрито численними темними плямочками.

## Спосіб життя
Біологія вивчена недостатньо. Є демерсальною рибою. Воліє до прісної води. Зустрічається у гірських річках.

## Розповсюдження
Мешкають у водоймах Анд в межах Аргентини та півдні Чилі.